# Atanasio López Fernández
Atanasio López-Ordóñez y Fernández, O.F.M., (Boñar, León, 12 de octubre de 1876 -Santiago de Compostela, 1 de marzo de 1944), fue un religioso franciscano, historiador, cronista general de la provincia de Santiago, prolífico escritor y miembro numerario de la Real Academia Gallega.

## Trayectoria
Tomó el hábito franciscano en Compostela en 1891, y se ordenó sacerdote en 1899. Dirigió El Eco Franciscano en 1904 a 1905, año en el que fue destinado a Quaracchi, Florencia. Colaboró en el Archivum Franciscanum Historicum (1908) y en la Revista de Estudios Franciscanos. En 1915 fue nombrado correspondiente de la Real Academia de la Historia. Fue miembro de honra de la Real Sociedad Económica de Amigos del País de Santiago. De 1920 a 1931 dirigió la publicación madrileña Archivo Ibero-Americano. Publicó dos trabajos en gallego en la revista Logos: "Conventos de Santa Clara de Pontevedra" y "Documentos gallegos medievales".
Por propuesta de Narciso Correal, Manuel Banet y Ramón de Artaza Malvárez, ingresó en la RAG el 27 de julio de 1941.
Lino Gómez Canedo fue su discípulo.

## Obra
- Viaje de San Francisco a España, 1914.
- La provincia de España de los frailes menores, 1915.
- Estudios crítico-históricos de Galicia: conferencias leídas en el Círculo de la Juventud Antoniana de Santiago, 1916.
- "La literatura crítico-histórica y el trovador Juan Rodríguez de la Cámara o del Padrón", 1918, conferencia.
- Memoria histórica de los Obispos de Marruecos desde el siglo XIII, 1920.
- San Buenaventura en la bibliografía española, 1921.
- "El Vicariato Apostólico español de Marruecos aclaraciones necesarias", 1921.
- Los falsos cronicones en la historia de Galicia, 1923.
- Descripción de los manuscritos franciscanos existentes en la biblioteca provincial de Toledo, 1926.
- Confesores de la familia real de Aragón, 1929.
- La imprenta en Galicia. Siglos XV-XVIII, premiado en 1943 por la Biblioteca Nacional de España, editado en 1953.
- Nuevos estudios crítico-históricos acerca de Galicia, 1947, con introducción y notas de Lino Gómez Canedo.